# Amt Breitenburg
La comunità amministrativa di Breitenburg (Amt Breitenburg) si trova nel circondario di Steinburg nello Schleswig-Holstein, in Germania.

## Suddivisione
Comprende 11 comuni:
1. Auufer (134)
2. Breitenberg (347)
3. Breitenburg (1 238)
4. Kollmoor (32)
5. Kronsmoor (167)
6. Lägerdorf (2 677)
7. Moordiek (108)
8. Münsterdorf (1 890)
9. Oelixdorf (1 541)
10. Westermoor (408)
11. Wittenbergen (161)

Il capoluogo è Breitenburg.
(Tra parentesi i dati della popolazione al 31 dicembre 2021)